# Sławka (dopływ Wieprza)
Sławka, w górnym biegu Stoki – rzeka, która jest lewym dopływem rzeki Wieprz. Według wykazu wód płynących w Polsce zmienia nazwę na Sławka od ujścia Granicznego Rowu.
Źródła rzeki znajdują się na terenie wsi Jadwisin. Uchodzi do Wieprza we wsi Ciechanki Łęczyńskie. Długość Stoków wynosi ok. 24 km. Na terenie Kawęczyna zasila niewielki zbiornik wodny, a potem przepływa przez Wierzchowiska, gdzie obok pola golfowego również zasila stawy. Dalej przepływa przez Krępiec, gdzie przyjmuje jeden ze swoich dopływów. W tym miejscu tworzy duże zakole, przy którym zmienia bieg z północnego na wschodni. Kilkaset metrów dalej również tworzy silne zakole i kilkadziesiąt metrów dalej przyjmuje swój kolejny dopływ. Później rzeka dopływa do Minkowic, gdzie przepływa pod linią kolejową nr 7 Warszawa Wschodnia-Dorohusk. Niedaleko zasila kolejne dwa stawy rybne, a następnie zmienia bieg z wschodniego znowu na północny. Dalej przepływa przez Mełgiew, gdzie zasila następne 3 stawy. Potem na granicy Mełgwi i Janowic przyjmuje dopływ Graniczny Rów. Stoki dopływają do Krzesimowa, gdzie znów zasilają zespół stawów. Kilka metrów na północ rzeka mija zabytkowy młyn z 1934 roku. Przepływa jeszcze przez Lubieniec, Zakrzów i w Ciechankach Łęczyńskich wpada do Wieprza.